# Šenturh na Šentjanški gori
Šenturh na Šentjanški gori (nemško St. Ulrich am Johannserberg) je naselje v Občini Mostič v Okraju Šentvid ob Glini na Koroškem v Avstriji.